# Klippekirkerne i Lalibela
Klippekirkerne i Lalibela i Etiopien ligger 640 km nord for Addis Abeba i højlandet, 2600 m over havet. Stedet er mål for pilgrimme fra det meste af landet. I alt 11 kirker er udskåret i klippevægge eller grundfjeld uden anvendelse af byggeblokke. Selv vinduer, søjler, etager, trapper, tagrender mv. er udskåret i en og samme sten i henhold til planer udarbejdet af etiopiske arkitekter.
Klippekirkerne i Lalibela blev i 1978 optaget på UNESCO's Verdensarvsliste.
Lalibela-området, som tidligere kaldtes Roha, er opkaldt efter Kong Lalibela fra Zagwe-dynastiet, der regerede Etiopien fra slutningen af 1100-tallet til 1270. Kongen fik navnet, der betyder Bierne anerkender hans suverænitet, fordi han som spædbarn havde en bisværm omkring sin seng uden at blive skadet, noget, der blev tolket som et tegn.
I følge legenden konverterede han til kristendommen, måske med hjælp fra Tempelridderne, og han lod de 11 kirker udhugge efter en gudommelig åbenbaring.
Det siges, at Sankt Jørgen (eller Sankt Georg), Etiopiens skytshelgen, blev rasende over, at der ikke blev opkaldt en kirke efter ham, og så kom Bete Giorgis, den mest afbildede af Lalibelas kirker, til. Den største af kirkerne, Bete Mehane Alem, ligner et antikt græsk tempel. Af andre kirker kan nævnes Bete Maryam, Bete Aba Libano og Bete Gabriel Rafael.
- Kort over Lalibela.
- Bet Giorgis, Sankt Georgs Kirke i Lalibela, set ovenfra.
- Trommer i en kirke i Lalibela
- Bet Medhane Alem kirken i Lalibela